# Vichte
Vichte is een dorp in de Belgische provincie West-Vlaanderen en een deelgemeente van Anzegem. Het was een zelfstandige gemeente tot aan de gemeentelijke herindeling van 1977.
De dorpsnaam Vichte is afgeleid van Fifta of Vehta, de oude benaming van de Kasselrijbeek, die door Vichte stroomt en de grens vormde tussen de kasselrijen Oudenaarde en Kortrijk. Lokale bewoners (Vichtenaren) gebruiken soms nog de oude verbuigingen, 'ter Vichten' of 'der Vichten'  als ze over hun dorp spreken : "Hij is van der Vichten.  Hij woont in ter Vichten".
Vichte is vlot bereikbaar door zijn ligging bij een afrit (nummer 4) van de A14/E17.
Een groot deel van het grondgebied is dichtbebouwd, behalve de zone achter het Beukenhof en de zone "Steverlynck Noord".

## Geschiedenis
De oudste vermelding als “Vebta” (verkeerde kopie van Vehta) dateert van 1119. In dat jaar erkent Lambertus, bisschop van Noyon en Doornik, de kerk die ridder Goswin op de nieuw ontgonnen grond “Vebta” gebouwd heeft als parochiekerk.
Het patronaat van de kerk behoort toe aan de heren van Vichte, die het bij uitzondering behouden tot aan de Franse Revolutie. Een eerste kapel, een stichting van de monniken van de abdij van Sint-Diederik en gelegen aan de overzijde van de Kasselrijbeek wordt vóór 1119 vernietigd.
Er waren vijf tiendheffers in Vichte, waarvan de heren van Vichte de grootste zijn. De pastoor bezit een derde van de tienden en de hele vlastiend.
In 1474 heeft de heerlijkheid een foncier van 120 bunder, waarvan de helft bos, en 56 achterlenen, waaronder de heerlijkheden te Croix (of ter Croes) in Ingooigem en Tiegem, ter Schagen in Anzegem, Sint-Diederik in Vichte, ter Walle in Ingooigem en Otegem en van de Woestijne in Vichte.
De dorpsheerlijkheid Vichte is gehouden van de Stenen Man van Oudenaarde, maar ze strekt zich zowel uit over de kasselrij Oudenaarde (fractie van de hoofdpointerij Hemsrode) als over de kasselrij Kortrijk. De Kasselrijbeek vormt de grens tussen beide rechtsgebieden.
In 1786 beslaat Vichte-Oudenaarde 196 bunders en Vichte-Kortrijk 127 bunders, respectievelijk 281 en 180 ha. De heerlijkheid en haar achterlenen beslaan bijna de ganse oppervlakte van de parochie Vichte. Andere heerlijkheden die gronden hebben in Vichte (op de grens met Deerlijk) zijn ter Plancke en Hoefstrate, een van de twee achterlenen van Twee Manschepen dat gehouden is van het grafelijk hof van Harelbeke, en waarvan het foncier zich grotendeels uitstrekt over Vichte en Deerlijk.
Tot 1594 behoort Vichte toe aan de familie van der Vichte. Door hoog oplopende schulden is Filips van der Vichte genoodzaakt de heerlijkheid dat jaar te verkopen aan de Antwerpse koopman Maarten della Faille. Na een naastingsproces voor de Grote Raad van Mechelen komt de heerlijkheid in 1611 in het bezit van de familie van den Bossche, die opnieuw de naam van der Vichte aanneemt. In 1682 wordt de dorpsheerlijkheid gekocht door de familie de Fourneau, graven van Cruquembourg, die het kasteel en het neerhof in 1817 verkopen aan Jacob Jos Meyers de Zwijndrecht, eigenaar van Zandhoven.
Het kasteel van de heren van Vichte werd vermoedelijk gebouwd door Goswin van der Vichte, zoon van Ingelbert van Petegem. Het klimt op tot in de 12de eeuw. Het huidige kasteel is van recentere datum, het verkreeg zijn huidig uitzicht na verschillende bouwcampagnes o.m. in 1597 en 1639. Het kasteeldomein is omgeven door een gedeeltelijk gedempte gracht en is toegankelijk via een poortgebouw dat mogelijk uit de 15de eeuw dateert. De kasteelhoeve sluit aan bij de poort.
De heer van Vichte oefende zijn gezag uit via de baljuw die hem vertegenwoordigde. Hij riep de schepenbank samen, bestuurde met haar de heerlijkheid, oefende rechtspraak uit en waakte over de rechten van de heer. De heer kon de baljuw afzetten en een andere aanstellen wanneer dit nodig was. In Vichte doet zich op het einde van de 17de eeuw een merkwaardige situatie voor. Na de verkoop van het heerlijke kasteel in 1682 wordt het niet meer bewoond door de heer.
Een begoede inwoner en zoon van griffier Frans de Cocq geeft zichzelf de titel van hoogbaljuw en trekt alle macht naar zich toe. Hij bouwt de hoeve z.g. “Het Schaliënhof” (Deerlijkstraat 21) als statussymbool, het administratieve middelpunt van de gemeente verschuift hierdoor van het kasteel naar de hoeve.
Van het eerste kerkgebouw, opgericht door ridder Goswin en opgetrokken in Doornikse steen, zijn het schip en de westgevel bewaard gebleven in de “oude kerk van Vichte”, de Sint-Stephanus en Sint-Theodoricuskerk. Vóór 1363 wordt de kerk vergroot met twee transeptarmen, waardoor er een kruiskerk ontstaat. Het koor dateert uit de 15de eeuw. Ca 1550 worden twee zijbeuken opgetrokken en in 1779 wordt het classicistisch portaal toegevoegd. De schade opgelopen tijdens de Eerste Wereldoorlog, wordt in 1924–1925 hersteld door architect Richard Acke. Omdat de kerk te klein geworden is, wordt er in 1962 een nieuw bedehuis opgericht naar ontwerp van architect Christ Vastesaeger. De 27 m hoge, vrijstaande klokkentoren wordt later bijgebouwd. De oude kerk wordt in 1971–1972 gerestaureerd volgens de plannen van architect P.A. Pauwels en krijgt een culturele bestemming.
De onlusten in de tweede helft van de 16de eeuw beroeren ook Vichte. In 1581 wordt de parochie bijna dagelijks geplunderd door de garnizoenen van Avelgem en Outrijve. De kasteelhoeve wordt verlaten en twee derden van de landbouwgrond blijft onbewerkt liggen. De Negenjarige Oorlog (1688–1697) heeft veel schade aangericht in het dorp.
Op 22 oktober 1918 wordt Vichte bevrijd door de 9th Scottish Division, dit betekende niet het einde van de oorlog voor de Vichtenaren, want de daaropvolgende dag wordt het centrum door verscheidene granaten getroffen, waarbij onder meer de kerk ernstige schade oploopt.
De eerste trein te Vichte, een reizigerstrein op de lijn Kortrijk-Denderleeuw, stopte in de gemeente op 12 april 1868. De lijn wordt in 1870 overgenomen door de staat en was tevens belangrijk voor het goederentransport. Het station wordt in 1964 afgeschaft, Vichte blijft wel een stopplaats voor treinen op de lijn Oudenaarde-Kortrijk.
De stoomtram Vichte-Kortrijk rijdt van 1912 tot 1942. In 1914 komt er ook een verbinding Vichte-Berchem.
In het begin van de 20ste eeuw gaat Vichte over van een zuiver agrarische gemeenschap met enige weefnijverheid voor thuisarbeiders tot een van de belangrijkste textielcentra van het land. Dit gebeurt mede onder impuls van Joannes Steverlynck die in 1875 een eerste textielbedrijf opricht, gevolgd door een tweede, opgestart door Ivo Bekaert in 1892. Reeds in 1910 zijn er vier katoenweverijen die samen 344 mensen tewerkstellen. Een aantal dat gestaag aangroeit tot 1432 in 1937 en 2411 in 1970. Vichte wordt hierdoor een belangrijke aantrekkingspool voor arbeiders en bedienden uit de wijde omgeving. Heden zijn er twee industrieterreinen te Vichte: één aan de Mekeirleweg en Nijverheidslaan en één aan de Jagershoek. 
Vanaf de jaren 1960 is het dorpscentrum sterk van uitzicht veranderd. In 1962 wordt de nieuwe kerk opgetrokken. In 1973 koopt de gemeente het park en kasteel Beukenhof aan en stelt het open voor het publiek. In 1975–1976 wordt Rijksweg N 36 verbreed en vernieuwd. In het centrum wijzigt het tracé van de Harelbekestraat en Peter Benoitstraat die voortaan de bedding van de oude tramlijn volgt, ten oosten van het vroegere tracé. Tevens werd de gemeente uitgebreid met verschillende sociale woonwijken zoals het Nieuw Centrum (Cottereelstraat/Cardijnstraat), tevens ook villabouw o.m. aan de Deerlijkstraat (Schaliënhofstraat, Hooistraat, Opstalstraat) en aan de Britse begraafplaats (Elf Novemberlaan, Overakker).
De gemeente werd gekenmerkt door het groot aantal aan de textielindustrie gelinkte bedrijven, zowel in het dorpscentrum als op de belangrijke uitvalswegen m.n. de Beukenhofstraat, de Oudenaardestraat en de Peter Benoitstraat. Tevens is Vichte de vestigingsplaats van de brouwerij Verhaeghe.
Vichte maakt sinds 1 januari 1977, samen met Anzegem, Gijzelbrechtegem, Ingooigem, Kaster en Tiegem deel uit van de fusiegemeente Anzegem.

## Demografische ontwikkeling
- Bronnen:NIS, Opm:1831 tot en met 1970=volkstellingen; 1976 = inwoneraantal op 31 december

## Bezienswaardigheden
- De Oude Kerk dateert oorspronkelijk uit 1110. Het was een eenvoudige zaalkerk in Doornikse steen met een klokkenmuur, gebouwd in samenwerking met monniken uit Reims (Sint-Diederiksabdij in Saint-Thierry). De grootste uitbreiding kende het kerkje in de 14de eeuw. Binnenin vindt men merkwaardig en vrij uniek stucwerk uit de 17de eeuw, alsook een zeldzame koperen grafplaat voor Florentine Wielant, een van de echtgenotes uit het geslacht "van der Vichte". Thans wordt het oude kerkje gebruikt als expositieruimte en cultuurcentrum. De Oude Kerk bevindt zich in de Kerkdreef. In "Flandria Illustrata" van Sanderus (17de eeuw) staan de knoteiken van de Kerkdreef reeds getekend.
- Het Oud Kasteel dateert eveneens uit de 12de eeuw en is gebouwd op een motte. Het verkreeg zijn huidige vorm in de 15de en 16de eeuw. Het was bijna zes eeuwen lang het hoofdkwartier van het geslacht van der Vichte. Het oudste gedeelte ligt aan de achterkant van het bestaande gebouw. Op de zijgevel van de 15de-eeuwse schuur prijken de wapenschilden van de toenmalige heer en vrouw van Vichte.
- Het Schaliënhof is een omwalde hoeve uit de 17de eeuw. Ze behoorde toe aan de griffiersfamilie De Cocq. In het woonhuis zijn op de zoldering nog sporen van het wapenschild van deze voorname familie te vinden. Op de makelaar van de toegangspoort staat het jaartal 1693. De schuur rechtover de poort is opgetrokken in vakwerk.
- Het Beukenhof is een domein van 2,5 ha. Het werd in 1973 door het gemeentebestuur aangekocht en opengesteld voor het publiek. Midden het park prijkt een in 1876 gebouwd kasteel in neorenaissance. De bouwer was Charles (Karel) Vlieghe, van 1879 tot 1882 burgemeester van Vichte. Naast de kasteelwoning zijn er nog een portiers- en een hovenierswoning, evenals ruime magazijnen en paardenstallen, nu gebruikt door Vichtse jeugdbewegingen. Langs de Beukenhofstraat is een zogenaamde "ijskelder", de frigo van onze welstellende voorzaten. Momenteel doet de ijskelder dienst als vleermuizenkelder.
- De Britse militaire begraafplaats Vichte Military Cemetery met gesneuvelden uit de Eerste Wereldoorlog.
- De Verteller. Dit monument op het Marktplein, gemaakt door kunstenaar Jef Claerhout, werd op 26.12.1976 onthuld door burgemeester Antoon Steverlynck, enkele dagen vóór Vichte in de fusie met Anzegem zijn zelfstandigheid verloor. Het werd opgericht ter herinnering aan de geschiedenis van de gemeente, hier gesymboliseerd door de familienamen van notabelen en mensen die te Vichte een officiële functie hebben waargenomen. Het "boek" waaruit de verteller vertelt is een jacquard-karton, waarmee de Vichtenaren zo vertrouwd zijn.

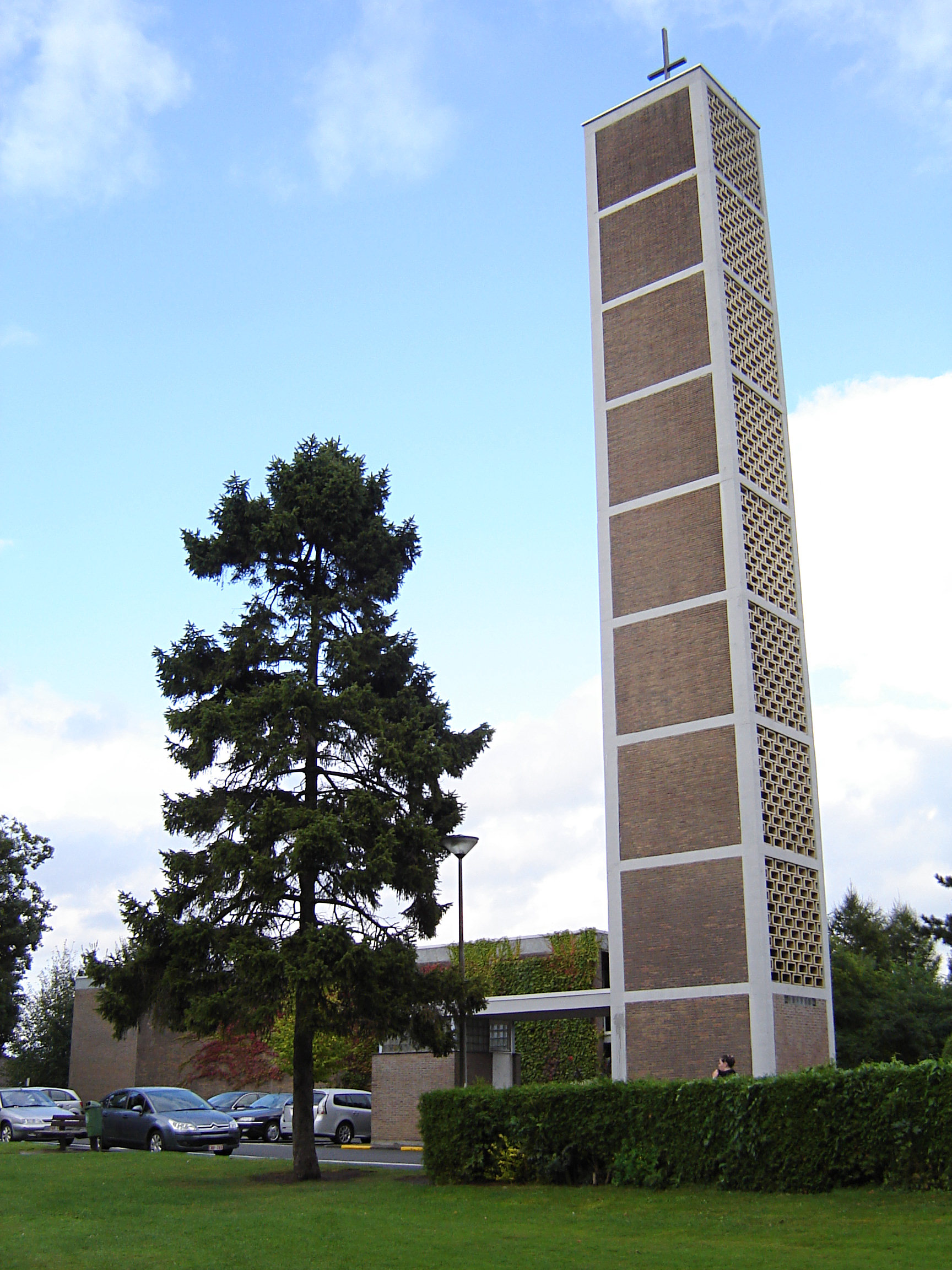
De Sint-Stefanus en Sint-Theodoricuskerk
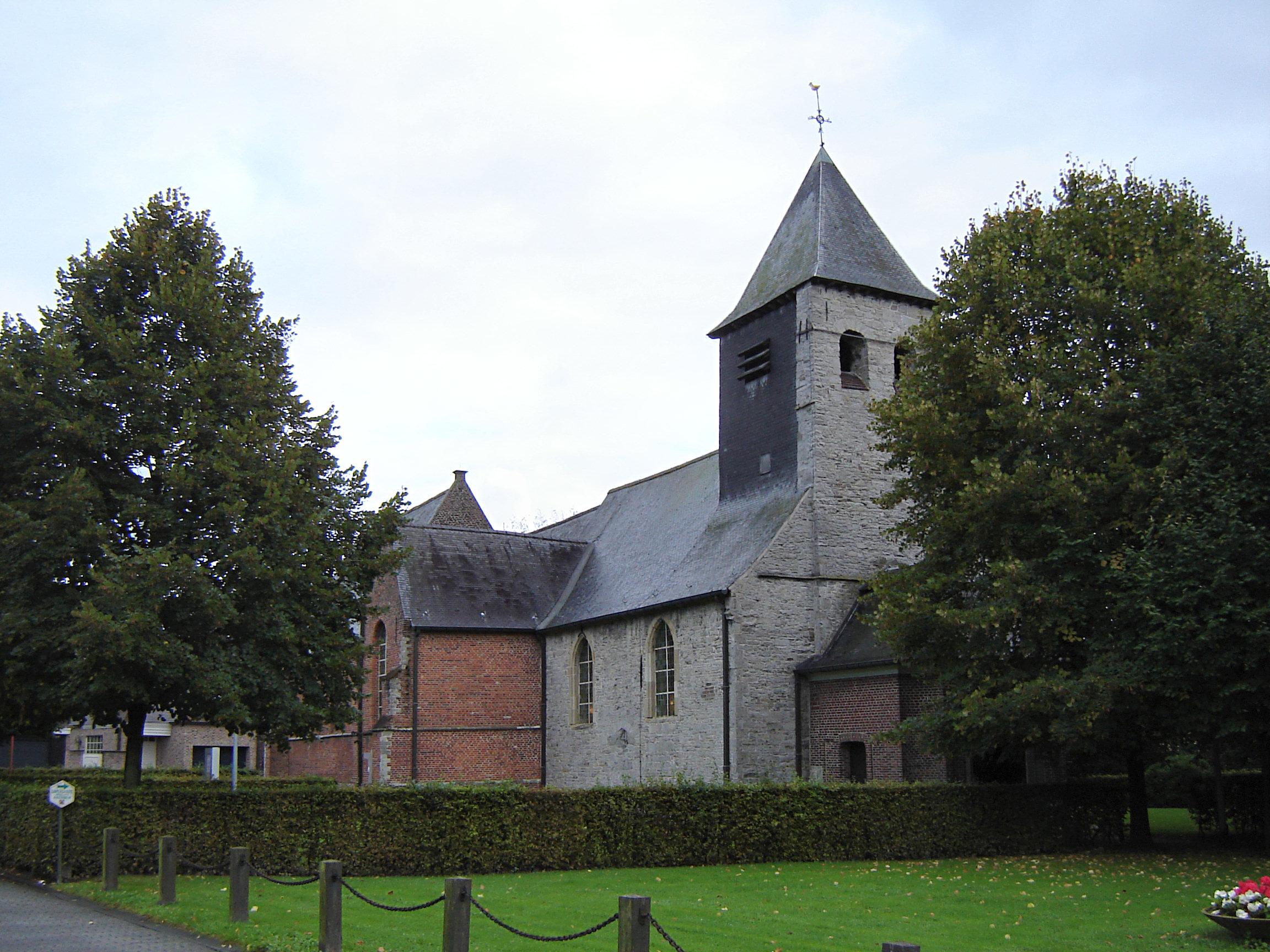
De Oude Kerk
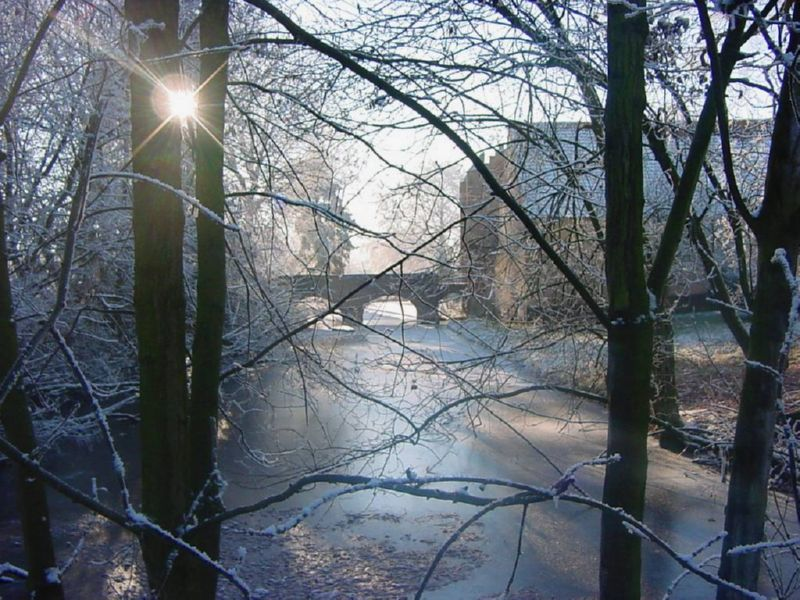
Het Oud Kasteel
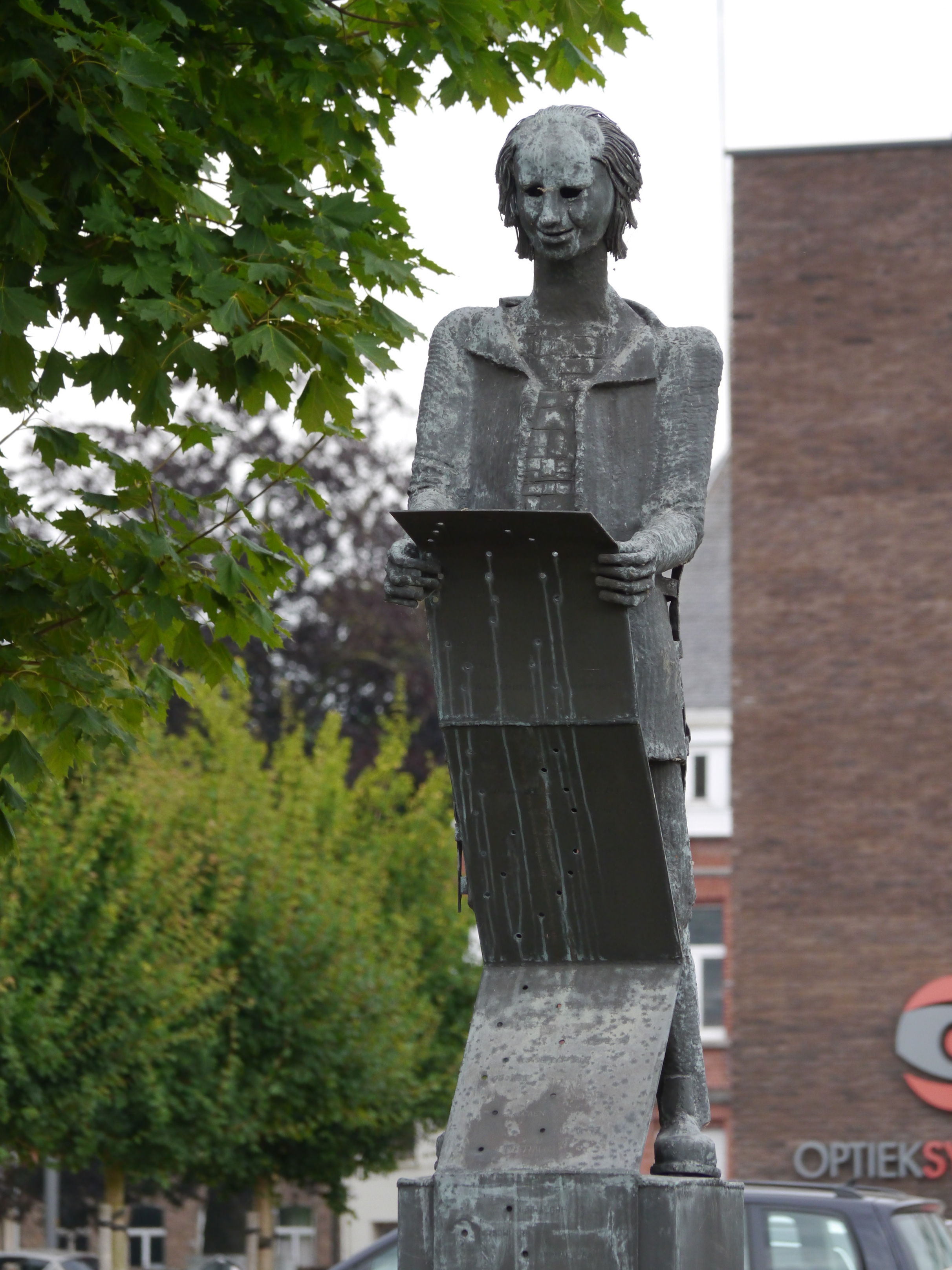
De verteller
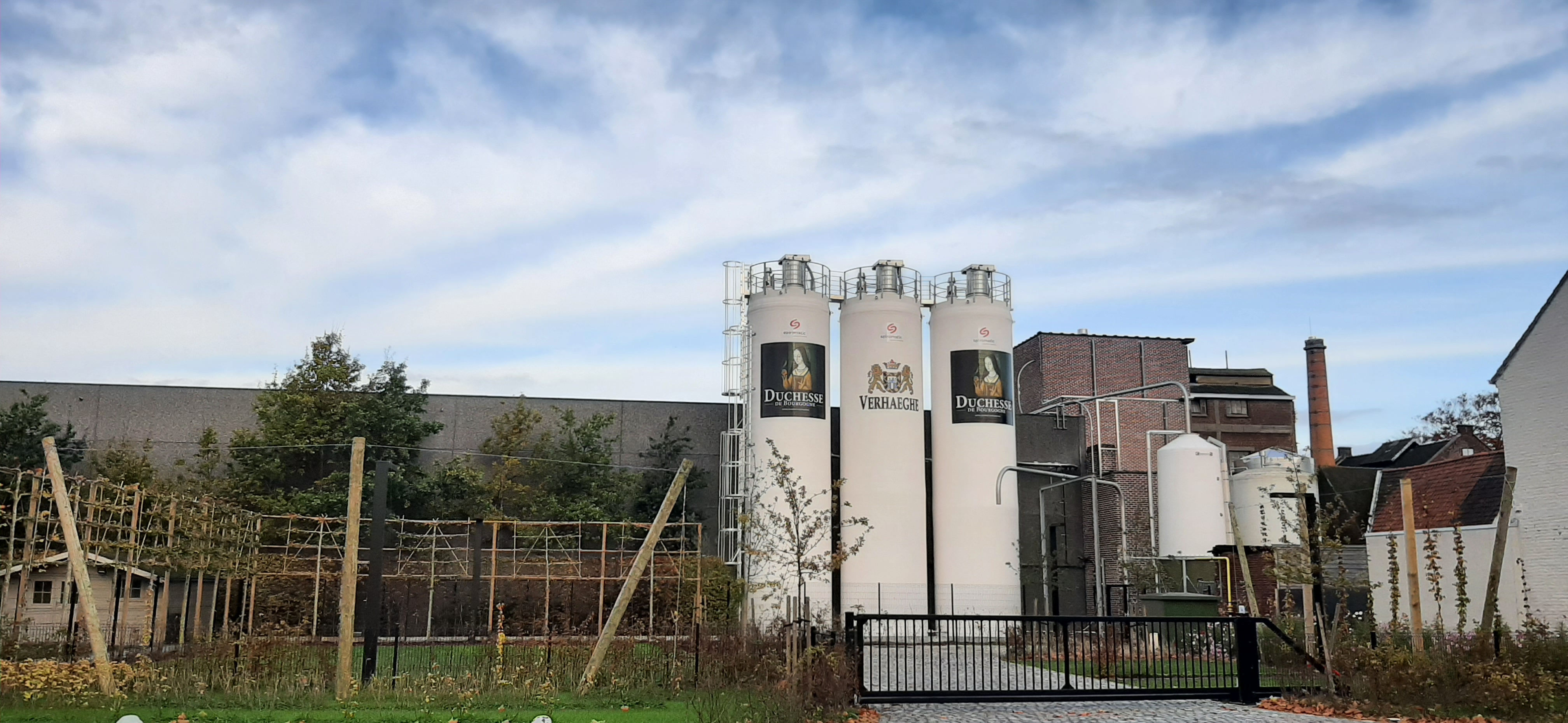
Brouwerij Verhaeghe in de Beukenhofstraat

## Natuur en landschap
Vichte ligt in Zandlemig Vlaanderen en de hoogte varieert van 15-41 meter. De Kasselrijbeek is een riviertje dat vanuit Vichte in noordelijke richting stroomt en uitmondt in de Gaverbeek.

## Politiek

### Burgemeesters
Een overzicht van de burgemeesters van Vichte van 1829 tot 1976, de fusie met Anzegem.
- 1829: Louis Gekiere
- 1830–1836: Ivo Van Tieghem
- 1836–1840: François Verhaeghe
- 1840–1868: Ivo Verhaeghe
- 1868–1878: Frederik Verhaeghe
- 1879–1882: Charles Vlieghe
- 1882–1885: Adolf Gevaert
- 1885–1894: Frederik Verhaeghe
- 1896–1918: Adolphe Verhaeghe
- 1918–1925: Karel Matthys
- 1925–1946: Paul Deroost
- 1946–1947: Jules Michels
- 1947–1952: Maurice Vandendriessche
- 1953–1970: Charles Matthys
- 1971–1976: Antoon Steverlynck

## Economie
- In Vichte bevindt zich het grote shoppingcenter Molecule.

## Bekende inwoners
- Delfien van Haute
- Bert Ostyn, de frontman van de band Absynthe Minded

## Wapenschild

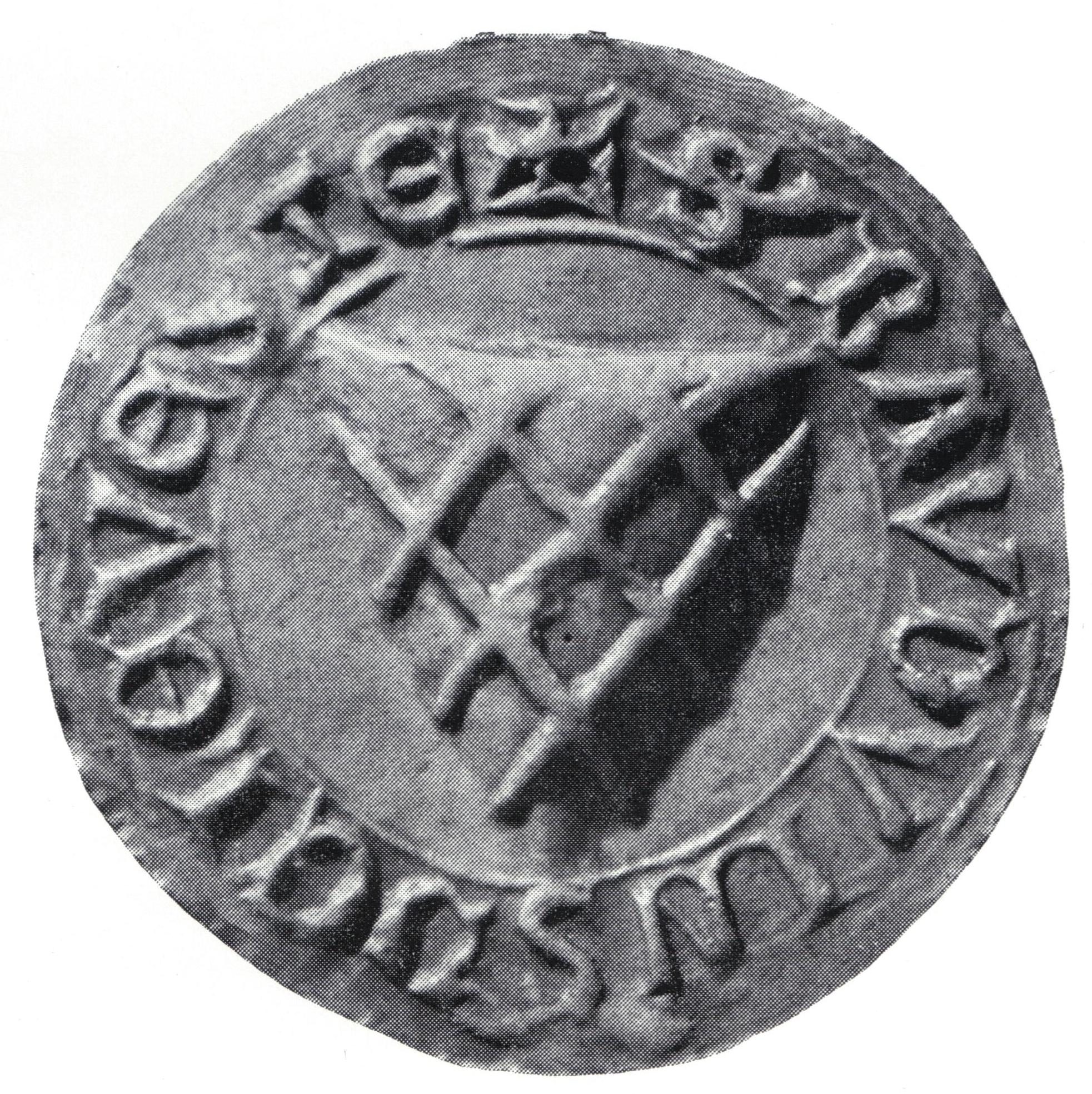
Oudste wapenschild van Vichte (1245)

- Oudste wapenschild van Vichte (1245)Het Vichtse wapenschild is een van de oudste wapenschilden van België, ongewijzigd sinds de Middeleeuwen. Het oudst bekende zegel van de heer van Vichte, vinden we bij een oorkonde (1245) waarin Baldouinus de le Victe belooft het akkoord te zullen naleven dat gesloten werd tussen Lodewijk IX van Frankrijk en gravin Margareta van Konstantinopel. Het toont een schild getralied van zes stukken en de legende: + S' Bauduins de le Veste

## Nabijgelegen kernen
Sint-Lodewijk, Deerlijk, Molenhoek, Otegem, Ingooigem, Heirweg